# Opération Serval
Die Opération Serval war eine Operation der französischen Streitkräfte in Mali auf Bitte der dortigen Regierung
und unter Billigung der Vereinten Nationen (Resolution 2085 des UN-Sicherheitsrates vom 20. Dezember 2012). Das offizielle Ziel der Operation war es, die malische Armee beim Aufhalten, Zurückdrängen und Ausschalten militanter Islamisten aus dem Azawad, welche einen Vorstoß in das Zentrum von Mali begonnen hatten, zu unterstützen. Außerdem sollte durch die Operation die Sicherheit von ca. 6.000 französischen Zivilisten, die sich im Land aufhielten, gewährleistet werden. Von der unsicheren Lage in Mali waren zudem die wirtschaftlichen Interessen Frankreichs betroffen, da Mali und das Nachbarland Niger über wichtige Bodenschätze verfügen. Die Operation wurde nach dem Serval benannt, einer Spezies mittelgroßer, wilder, afrikanischer Kleinkatzen. Der Opération Serval folgte die Opération Barkhane, ein ebenfalls französisch geführter Militäreinsatz seit dem 1. August 2014.

## Hintergrund
Nachdem es im Januar 2012 infolge des Bürgerkrieges in Libyen zu einem Zustrom von Waffen nach Mali gekommen war, begannen Stammesangehörige der Tuareg von der Nationalen Bewegung für die Befreiung des Azawad (MNLA) eine Rebellion gegen die malische Regierung.
Im April 2012 verkündete die MNLA ihre Zielrealisierung, beendete die Offensive gegen die Regierung und erklärte die Unabhängigkeit von Azawad. Im Juni 2012 jedoch geriet die MNLA in Konflikt mit den islamistischen Gruppierungen Ansar Dine und Bewegung für Einheit und Dschihad in Westafrika (MUJAO), nachdem die Islamisten mit der zwangsweisen Einführung der Scharia in Azawad begonnen hatten. Bis zum 17. Juli 2012 hatten MUJAO und Ansar Dine die MNLA gewaltsam aus allen bedeutenden Städten verdrängt. Am 1. September 2012 wurde Douentza, eine Stadt in der Region Mopti unter der Kontrolle der Ganda-Iso-Miliz, von der MUJAO eingenommen. Am 28. November 2012 vertrieb die Ansar Dine die MNLA aus Léré, einer Kleinstadt im Kreis Niafunké in der Region Timbuktu.
In seiner Sitzung am 20. Dezember 2012 befasste sich der Sicherheitsrat der Vereinten Nationen mit der Situation in Mali. Er beschloss die Resolution 2085, die eine afrikanisch geführte internationale Unterstützungsmission in Mali legitimierte.

## Auslöser
Bis zum 10. Januar 2013 verschlechterte sich die Situation der malischen Armee nach mehreren Monaten militärischer Auseinandersetzungen zusehends. Den Rebellen gelang es an diesem Tag, die Kleinstadt Konna einzunehmen; sie bewegten sich anschließend in Richtung der strategisch wichtigen Großstadt Mopti, die den Zugang zur Hauptstadt Bamako ermöglicht. Daraufhin richtete der Präsident der malischen Übergangsregierung, Dioncounda Traoré, ein offizielles Gesuch um militärische Unterstützung zur Verhinderung der jihadistischen Offensive an Frankreich. Als Folge der französischen Kolonialpolitik in Westafrika, die bis in die 1960er Jahre andauerte, ist Mali, nicht zuletzt durch die gemeinsame Sprache, stark von der ehemaligen Kolonialmacht und den ebenfalls französischsprachigen Nachbarländern geprägt.
Der französische Staatspräsident François Hollande kam diesem Gesuch umgehend nach, wie er einen Tag später bekannt gab. Die französische Armee intervenierte in Mali seit dem Nachmittag des 11. Januar 2013. Das französische Parlament befasste sich am 14. Januar mit dem Militäreinsatz. Es war der erste Auslandseinsatz französischer Truppen seit der Amtseinführung Hollandes im Mai 2012.

## Operationsziele
Am Abend des 11. Januar 2013 gab Hollande bekannt, dass französische Soldaten seit dem Nachmittag aktiv an den Kämpfen im westafrikanischen Mali beteiligt seien. Ziel sei es, die Regierungstruppen von Mali im Kampf gegen „terroristische Elemente“ zu unterstützen. Er merkte an, dass dieser Einsatz so lange dauern werde wie nötig.
Am 13. Januar merkte der französische Außenminister, Laurent Fabius, gegenüber der Presse an, dass die Intervention „eine Frage von Wochen“ sein werde.
Am 15. Januar erklärte Hollande auf einer Pressekonferenz in Dubai, dass die französischen Truppen Mali erst verlassen und die Operation beenden würden, wenn Mali sicher sei sowie eine legitime Ordnung und einen Wahlprozess habe. Außerdem dürften die Terroristen die territoriale Integrität von Mali nicht mehr gefährden. Auf die Frage, was mit Rebellen geschehe, die in eine Konfrontation mit französischen Truppen geraten würden, antwortete er: „Sie fragen, was wir unternehmen werden, wenn wir die Terroristen finden? Sie zerstören. Gefangen nehmen, falls möglich. Und dafür sorgen, dass sie keine Gefahr in der Zukunft darstellen.“
Hollande nannte drei Hauptziele der Operation:
- Stopp des terroristischen Angriffs,
- Sicherung von Bamako und der dort lebenden mehreren tausend französischen Staatsbürger,
- Mali mit Hilfe der von den Franzosen unterstützten AFISMA in die Lage zu versetzen, seine territoriale Integrität wiederherzustellen.

Am 20. Januar erklärte der französische Verteidigungsminister, Jean-Yves Le Drian, dass das Ziel der Opération Serval das vollständige Ende jeglicher islamistischen Kontrolle über Teile des Landes sei.
Über die offiziell benannten Ziele der Militärintervention hinaus sollen nach Ansicht von Journalisten, Umweltschützern und Friedensaktivisten auch wirtschaftliche Interessen Frankreichs eine wesentliche Rolle für das Eingreifen gespielt haben. Der französische Energiekonzern Areva fördert im Nachbarland Niger Uran, das für den Betrieb französischer Atomkraftwerke benötigt wird. Auch in Mali selbst werden Uranvorkommen vermutet. Mali soll aber auch über die ebenfalls für Frankreich wichtigen Bodenschätze Erdöl, Gold, Diamanten und Phosphor verfügen.

## Kräftedispositiv
Die französischen Streitkräfte profitierten bei der Aufstellung und Entsendung einer Eingreiftruppe für Mali von ihren in Westafrika im Rahmen von anderen Operationen unterhaltenen Militärbasen.
Am 14. Januar wurde bekannt, dass die französischen Streitkräfte in Mali in den folgenden Tagen auf 2.500 Soldaten aufgestockt werden sollen.
| Datum      | Truppenstärke in Mali |
| ---------- | --------------------- |
| 15. Januar | 800                   |
| 17. Januar | 1400                  |
| 18. Januar | 1800                  |
| 19. Januar | 2000                  |
| 21. Januar | 2150                  |
| 22. Januar | 2300                  |
| 24. Januar | 2400                  |

### Luftwaffe
Die Französische Luftwaffe nutzte zwei Aufklärungsflugzeuge des Typs Mirage F1 CR des Aufklärungsgeschwaders 2/33 Savoie aus Mont-de-Marsan sowie sechs Kampfflugzeuge des Typs Mirage 2000D, welche Teil der französischen militärischen Operation Épervier im Tschad und im militärischen Teil des Flughafens von N’Djamena stationiert waren. Um aus der planmäßigen Rotation der Mirage 2000D Vorteile zu ziehen, wurden die Verschiebung der Rückkehr der Düsenjäger nach Frankreich und der weitere Verbleib in N’Djamena beschlossen. Zusätzlich setzte die Luftwaffe von diesem Stützpunkt aus drei Tankflugzeuge des Typs C-135FR sowie je ein Transportflugzeug des Typs C-130 Hercules und Transall C-160 zur logistischen Unterstützung ein.
Am 13. Januar flogen vier Kampfflugzeuge des Typs Rafale der Jagdstaffeln 1/7 Provence und 2/30 Normandie-Niémen (davon drei der Version B und eines der Version C) vom Militärflugplatz Saint-Dizier-Robinson aus über den vorher freigegebenen Luftraum von Algerien, um in Mali Ziele nahe der Stadt Gao anzugreifen. Die Rafale setzten dann den Flug nach N’Djamena mit den sie begleitenden zwei Tankflugzeugen vom Typ C-135FR fort und sollten für die Dauer des Konfliktes dort stationiert bleiben.
Für die Versorgung charterte Frankreich neben anderen Transportmaschinen der russischen Volga-Dnepr Airlines auch zwei Frachtflugzeuge vom Typ Antonow An-124-100, welche der russischen Luftwaffe angehören. Sie trafen am 14. Januar auf der Luftwaffenbasis Évreux (Évreux-Fauville Air Base) ein und transportierten seitdem Container, Versorgungsgüter und militärische Ausrüstung.
Die französische Luftwaffe verlegte bis zum 17. Januar 2013 zwei der vier zur Verfügung stehenden Aufklärungsdrohnen des Typs Harfang des Escadron de reconnaissance 1/33 Belfort in die Sahelzone. Die Einheit wurde in der Hauptstadt von Niger, Niamey, etwa 700 Kilometer entfernt vom umkämpften Gebiet stationiert.
Zusätzlich standen seit Ende 2013 bewaffnete Drohnen vom Typ MQ-9 zur Verfügung.
Das größte Flugzeug der Welt, die Antonow An-225, wurde für die Logistik eingesetzt. Ende Dezember 2013 führte auch der erste operative Einsatz der A400M Atlas nach Mali.

### Marine
Bei Dakar im Senegal stationierte Patrouillenflugzeuge des Typs Breguet Atlantic 2 der französischen Marine wurden zur Aufklärung und Nachrichtengewinnung eingesetzt. Laut Medienberichten wurden dabei seit dem 18. Januar fünf Flugzeuge dieses Typs verwendet.
Die Dixmude, ein Hubschrauberträger der Mistral-Klasse, wurde am 21. Januar im Militärhafen Toulon mit 130 gepanzerten Fahrzeugen und zwei Kompanien des 92e RI beladen und legte noch am selben Tag ab. Am 28. Januar legte das Schiff in Dakar im Senegal an. Der aus 500 Soldaten bestehende Gefechtsverband wurde in Dakar abgesetzt und sammelte sich im Camp Bel Air. Am 1. Februar setzte dieser Gefechtsverband seine Reise nach Bamako auf dem Landweg fort und traf dort am 5. Februar ein.

### Bodentruppen

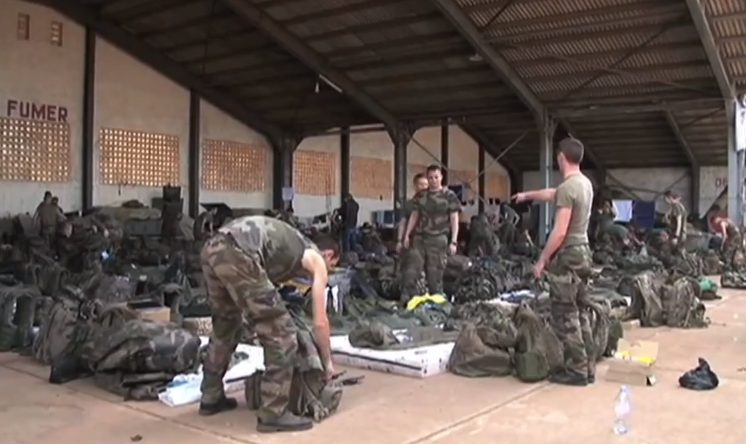
Französische Truppen in Bamako (18. Januar 2013)

Folgende französische Bodentruppen wurden unmittelbar eingesetzt:
- ein gepanzerter Zug des 1er régiment étranger de cavalerie (1er REC) aus Orange
- eine Kompanie des 21e régiment d’infanterie de marine (21e RIMa) aus Fréjus
- eine Kompanie des 2e régiment d’infanterie de marine (2e RIMa) aus Auvours

Der gepanzerte Zug des 1er REC sowie die Kompanie des 21e RIMa waren ebenfalls Teil der Operation Épervier im Tschad und wurden am 11. und 12. Januar mittels der in N'djamena stationierten Transportflugzeuge nach Bamako verlegt.
Die Kompanie des 2e RIMa war Teil der im Heimatland ständig bereitgehaltenen Reserve Guépard und wurde am 12. Januar von Roissy nach Bamako mittels Transportflugzeugen des Typs Airbus A310 und A340 der Escadron de transport 3/60 Estérel verlegt.
Die militärische Ausrüstung des 2e RIMa sowie dessen Fahrzeuge – Spähpanzer vom Typ ERC-90 Sagaie sowie Transportpanzer vom Typ VAB und gepanzerte Fahrzeuge vom Typ VBL – wurden seit dem 13. Januar von der Royal Air Force in das Einsatzland verbracht.

### Verstärkung durch Einheiten der Operation Licorne
Am 12. Januar wurde ein sous-groupement interarmées (SGTIA) genannter Einsatzverband aus in der Elfenbeinküste stationierten und an der Opération Licorne teilnehmenden Truppen zusammengestellt. Dieser Militärkonvoi umfasste folgende Einheiten:
- eine Kompanie des 3e régiment de parachutistes d’infanterie de marine (3e RPIMa) aus Carcassonne
- Soldaten des 1er régiment de hussards parachutistes (1er RHP) aus Tarbes
- Soldaten des 17e régiment du génie parachutiste (17e RGP) aus Montauban

Der aus fast 200 Soldaten und 60 gepanzerten Fahrzeugen, unter anderem vom Typ ERC-90 Sagaie, bestehende Konvoi setzte sich noch am 12. Januar 2013, auf dem Landweg in Richtung Bamako in Marsch. Die aus Abidjan in Marsch gesetzte Militärkolonne, begleitet von einem Hubschrauber als Geleitschutz, passierte den Grenzposten Pogo bei Ferkessédougou im Norden der Elfenbeinküste und kreuzte die Grenze bei der malischen Stadt Zégoua im Kreis Kadiolo. Gegen 4 Uhr am 15. Januar erreichten die Militärfahrzeuge nach 1210 Kilometern zurückgelegter Strecke die Hauptstadt Bamako und verstärkten somit die bereits in Mali stationierten französischen Kräfte auf rund 800 Soldaten.

### Verstärkung durch gepanzerte Einheiten
Vom 17. bis 19. Januar wurde nach und nach bekannt, dass folgende weitere gepanzerte Verbände nach Mali verlegen:
- eine Kompanie (150–200 Soldaten) des Régiment d’Infanterie Chars de Marine (RICM) aus Poitiers mit Spähpanzern AMX-10 RC sowie VAB und VBL
- 1./ und 4./ Kompanie des 92ème Régiment d’Infanterie (92 RI) aus Clermont-Ferrand mit 20 Schützenpanzern VBCI
- 80 Soldaten mit 20 Fahrzeugen des 126e régiment d'infanterie (126e RI) aus Brive-la-Gaillarde
- 150 Soldaten des 7e régiment du matériel (7e RMAT) aus Lyon

Die Einheiten wurden mittels der Dixmude über den Seeweg in die Krisenregion verbracht.
Laut dem Kommandeur der Landstreitkräfte (Commandement des forces terrestres), Generalleutnant Bertrand Clément-Bollée, konnte bei sich verschärfender Lage ein GTIA genannter Gefechtsverband nach Mali entsandt werden, welcher unter anderem aus drei VBCI-ausgerüsteten Kompanien, einem gepanzerten Zug mit Kampfpanzern vom Typ Leclerc sowie Artillerieunterstützung bestand. Laut Medienberichten handelt es sich dabei um vier Leclerc-Panzer – erste Ersatzteile sollen bereits in der Region bereitgehalten werden.

### Verstärkung durch Unterstützungseinheiten
An den folgenden Tagen wurden folgende Verlegungen von unterstützenden Truppenteilen bekannt:
- eine Kompanie des 6e régiment du génie (6e RG) aus Angers
- 100 Soldaten des 511e régiment du train (511e RT) aus Auxonne
- 250 Soldaten des 68e régiment d'artillerie d'Afrique (68e RA) aus La Valbonne
- die vierte Batterie des 11e régiment d'artillerie de marine (11e RAMa) aus Saint-Aubin-du-Cormier

Die Artillerieregimenter waren mit dem Artilleriegeschütz CAESAR, dem Feldgeschütz TRF1 und 120-mm-Mörser ausgerüstet.

### Verstärkung durch Luftlandeeinheiten
Am 24. Januar wurde die 2. Kompanie des 2e régiment étranger de parachutistes (2e REP) aus Calvi/Korsika mittels Lufttransport nach Abidjan in die Elfenbeinküste verlegt.
200 Legionäre des 2. Fallschirmjägerregimentes der Fremdenlegion sprangen am 28. Januar 2013 um 00:30 Uhr (Pariser Zeit) über Timbuktu ab und besetzten den Flughafen. Verstärkt wurde die 2. Kompanie durch einen Zug der 1. Kompanie (Ort- und Häuserkampfspezialisten), sowie den Panzerabwehrzug (Section antichar) der Aufklärungs- und Unterstützungskompanie (Compagnie Ericlage et Appui – CEA) und Teile der Spezialkräfte des ebenfalls der CEA angehörigen GCP (Groupement Commando Parachutistes).

### Spezialkräfte
Medienberichten zufolge wurden in Mali Angehörige des 1er régiment de parachutistes d’infanterie de marine (1er RPIMa) eingesetzt. Diese Spezialeinheit gehört der Brigade des forces spéciales terre (BFST) an, welche dem Commandement des opérations spéciales (COS) unterstellt ist.
Die Präsenz des COS in der Sahelzone wird auch Operation Sabre genannt, welche mit ausdrücklicher Unterstützung der einbezogenen Länder durchgeführt wird. Das Hauptquartier dieser Operation befindet sich in einer Militärbasis nahe der Hauptstadt von Burkina Faso, Ouagadougou. Die Spezialeinheiten des COS sind auch in Mauretanien sowie in Niger und Mali stationiert. Ihre Aufgabe besteht neben der Aufklärung und Nachrichtengewinnung vor allem in der Ausbildung und der Unterstützung der afrikanischen Armeen, die eine Interventionstruppe für Mali aufstellen. Sie sind unter anderem mit Fahrzeugen der Typen P4, VLRA und VPS ausgerüstet.
Des Weiteren wurden in Mali Teile der französischen Heeresfliegertruppe Aviation légère de l’armée de terre (ALAT) eingesetzt. Dabei handelt es sich um das 4e régiment d’hélicoptères des forces spéciales (4e RHFS), welches ebenfalls der BFST unterstellt ist. Die Einheit ist im Normalfall ebenfalls in der Militärbasis nahe der Stadt Ouagadougou in Burkina Faso mit zwei Hubschraubern des Typs Gazelle stationiert. Am 14. Januar wurden zusätzlich 200 Soldaten und ein Dutzend Hubschrauber, darunter zwei bis drei Kampfhubschrauber des Typs Eurocopter Tiger HAP sowie acht Hubschrauber vom Typ Gazelle und vier Hubschrauber vom Typ Cougar, des 5e régiment d’hélicoptères de combat (5e RHC) als Teil der Alarmreserve Guépard in Frankreich mobilisiert und ab dem 15. Januar nach Mali verlegt.
Am 20. Januar wurde der Einsatz von mehr als 200 Kommandosoldaten in Mali, überwiegend im Raum Diabaly, bestätigt. Ihre Aufgabe war vor allem die Nachrichtengewinnung, Aufklärung, Zielmarkierung für Luftangriffe sowie die Beratung der malischen Armee.

### Satelliten
Seit Dezember 2012 war der französisch-italienische Erdbeobachtungssatellit Pléiades-1B in seiner Umlaufbahn und wurde als Aufklärungssatellit verwendet.

## Ablauf der militärischen Intervention

### Januar

#### 10. Januar 2013
Laut einem Reporter gab es bereits am Abend des 10. Januar auf dem Flugplatz von Sévaré die ersten Landungen von französischen Transalls, welche Spezialkräfte (20 bis 30 Personen) samt ihrer Ausrüstung und Fahrzeuge transportierten. Die Spezialkräfte sicherten den Flugplatz und richteten einen Kommandostützpunkt ein.

#### 11. Januar 2013
Die laut Medienberichten bereits am 10. Januar in Sévaré gelandeten Spezialkräfte gingen am Freitag aufgeteilt in acht Teams mit der malischen Armee gegen die Islamisten vor und unterstützten diese vorwiegend mit funktionsfähigen Kommando- und Kommunikationsstrukturen.

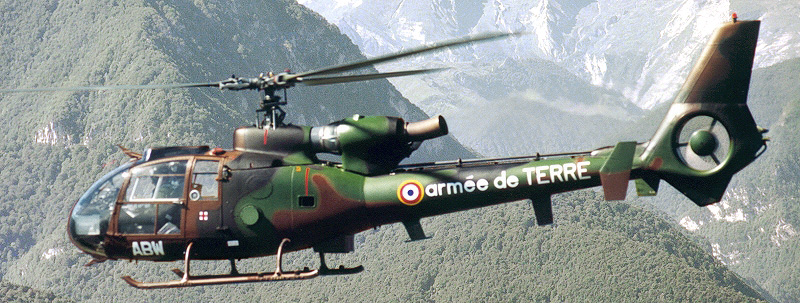
Hubschrauber SA 342M Gazelle der 4e RHFS (Aufnahme 2001)

Offiziell begann die französische Militäroperation gegen 16 Uhr am 11. Januar 2013 mit zwei Gazelle-Hubschraubern, bewaffnet mit HOT-Lenkflugkörpern und 20-mm-Maschinenkanonen, der Heeresfliegertruppe des Französischen Heeres (4e Régiment d’Hélicoptères des Forces Spéciales), welche eine aus 200 Fahrzeugen bestehende Kolonne von 1200 Rebellen nahe Sévaré angriffen. Der Angriff führte zur Zerstörung von vier feindlichen Fahrzeugen sowie zum Rückzug des Feindverbandes. Der französische Pilot Oberleutnant Damien Boiteux wurde verwundet, als sein Kampfhubschrauber durch Handwaffen unter Beschuss geriet; er erlag später seinen schweren Verletzungen. Sein Copilot konnte den Hubschrauber zurück zum Stützpunkt fliegen, der Hubschrauber wurde als Verlust abgeschrieben. Der zweite am Angriff beteiligte Hubschrauber wurde so schwer beschädigt, dass die Crew notlanden musste. Sie zerstörte ihren Hubschrauber und wurde von einem Rettungsteam abgeholt.
In der Nacht vom 11. zum 12. Januar flogen vier Mirage 2000D des der Opération Épervier angehörigen Luftverbandes im Tschad vom Stützpunkt N’Djamena aus Luftangriffe auf Ziele im Norden des Landes. Die Kampfflugzeuge wurden dabei durch zwei Tankflugzeuge vom Typ C135 unterstützt, um diese Missionen ausführen zu können.

#### 12. Januar 2013
Die französische Luftwaffe griff eine Gruppe Aufständischer an, die auf dem Vormarsch auf die Stadt Mopti war. Mit der französischen Luftunterstützung rückten die malischen Regierungstruppen wieder nach Konna vor, konnten die Stadt jedoch entgegen ersten Berichten zunächst nicht zurückerobern.
Am zweiten Tag der Operation Serval flogen Mirage 2000D von N’Djamena aus weiterhin Luftangriffe auf Rebellen in den Gebieten Konna, Douentza und Léré. Außerdem wurde in der Stadt Kidal ein Hauptquartier der Ansar Dine und ihres Führers Iyag Ag Ghaly bombardiert. Diese Angriffe wurden in der Nacht zum 13. Januar und am nächsten Tag fortgesetzt.

#### 13. Januar 2013
Am Morgen des 13. Januars starteten vier Rafale von der Base aérienne 113 Saint-Dizier-Robinson (Frankreich) und durchquerten gemeinsam mit zwei Tankflugzeugen vom Typ C-135FR den freigegebenen algerischen Luftraum. Die Kampfflugzeuge griffen im Umfeld der von MUJAO kontrollierten Stadt Gao im Osten des Mali den Flughafen, Ausbildungszentren und Versorgungseinrichtungen der Rebellen an und verlegten anschließend in den Tschad. Bei dem Angriff wurden laut Einwohneraussagen alle Stützpunkte der Islamisten in der Region zerstört und es gab Dutzende Tote. Weiterhin wurden 30 Fahrzeuge und vier Panzer der Rebellen zerstört.
Der französischen Verteidigungsminister Jean-Yves Le Drian verkündete zu dieser Aktion: „Es gab in der letzten Nacht Luftangriffe, es gibt sie jetzt und wird sie heute und morgen geben.“ Weitere Luftangriffe befürchtend verließen überlebende MUJAO-Rebellen die Stadt Gao und Kämpfer der Ansar Dine die historische Stadt Timbuktu.
Laut einem Bericht griffen auch zwei Hubschrauber Stellungen der Islamisten an.
Die Französische Armee war von der Qualität und der Ausrüstung der ihnen gegenüberstehenden Gegner überrascht. Ein Bediensteter des Élysée-Palastes drückte es mit folgenden Worten aus: „Zuerst dachten wir, dass sie nur viele Kerle mit Gewehren wären, die in ihren Pick-ups herumfahren, aber in Wahrheit sind sie gut ausgebildet, gut ausgerüstet und gut bewaffnet. In Libyen haben sie viel moderne, hochentwickelte Ausrüstung auftreiben können, die viel robuster und effektiver ist, als wir gedacht hätten.“

#### 14. Januar 2013
Seit der Nacht vom 13. Januar setzte die französische Luftwaffe ihre Flugbewegungen mit 20 Lufteinsätzen fort, davon einem Dutzend mit im Tschad stationierten Kampfflugzeugen der Typen Mirage 2000D und Rafale. Diese Missionen beinhalteten die Zerstörung von einem Dutzend Primärzielen in den Städten Diabaly und Douentza.
Bereits im Morgengrauen starteten Kämpfer der Ansar Dine und AQMI eine Gegenoffensive und eroberten nach erbitterten Kämpfen mit der malischen Armee die Stadt Diabaly im Kreis Niono, rund 400 km nordöstlich der Hauptstadt Bamako und nahe der Grenze zu Mauretanien. Die malische Armee musste sich anschließend zurückziehen. Die Rebellen versuchten unterdessen weiter in den Süden nach Ségou vorzurücken. Durch diesen Angriff der Rebellen kam es zu einer Frontverschiebung – die Front verlief nicht nur entlang der Linie Léré-Konna-Douentza, sondern auch im südwestlichen Teil von Mali und wurde somit auseinandergezogen. Frankreich ordnete als Vorsichtsmaßnahme die Evakuierung aller französischen Staatsbürger im Raum Ségou nach Bamako an.
Die französische Armee reagierte auf den Rebellenvorstoß mit schweren Luftangriffen, welche bis in die Nacht zum 15. Januar andauerten. Laut einer malischen Sicherheitskraft wurden bei den Luftangriffen mindestens fünf islamistische Kämpfer getötet und weitere Rebellen verletzt.
Parallel zu den Luftangriffen verlegten am 14. Januar die zwei im Tschad stationierten Mirage F1 CR zum Flughafen von Bamako, um dort als Frühwarnsysteme für die Hauptstadt zu dienen.
In der Nacht vom 14. auf den 15. Januar verlegten Transportmaschinen, einschließlich der zwei britischen C-17 militärische Ausrüstung und gepanzerte Fahrzeuge für die oben genannte Kompanie des 2e RIMa von der Luftwaffenbasis Évreux zum Flughafen Bamako. Des Weiteren traf in der Nacht die SGTIA aus Abidjan ein.

#### 15. Januar 2013
Am Dienstag setzte die französische Luftwaffe ihre Luftangriffe fort. Seit dem 14. Januar flogen die französischen Kampfflugzeuge – Rafale, Mirage F1 CR und Mirage 2000D – acht Einsätze gegen ein Dutzend Angriffsziele. Sie wurden dabei durch Tankflugzeuge unterstützt. Währenddessen rüsteten sich Teile der Bodentruppen weiterhin mit der aus Frankreich eingeflogenen Ausrüstung samt gepanzerten Fahrzeugen aus. Später rückten hunderte französische und malische Soldaten in gepanzerten Fahrzeugen bis Niono, einer Ortschaft etwa 50 km südlich von Diabaly, vor.

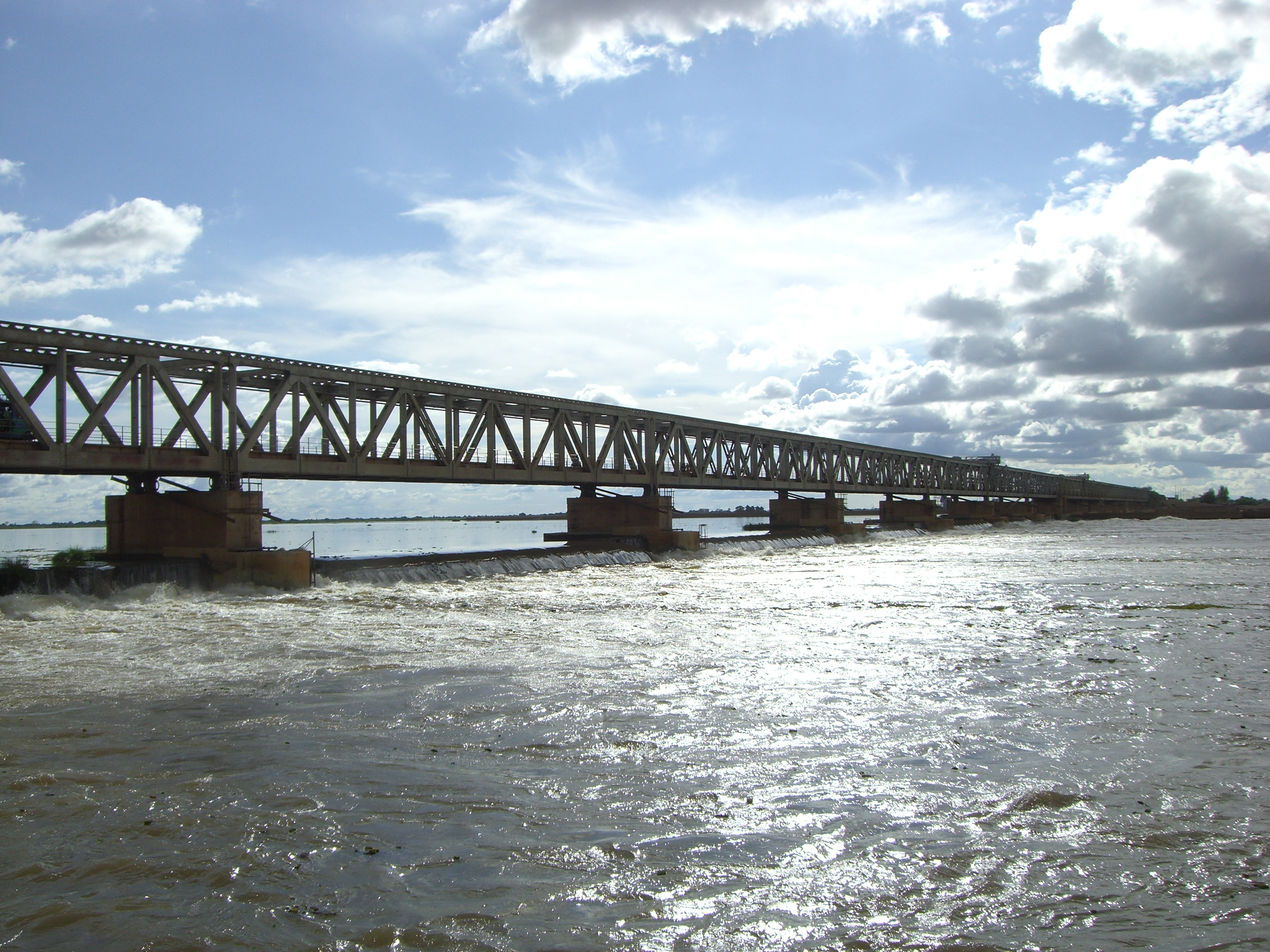
Strategisch wichtige Brücke über den Niger bei Markala

Aus diplomatischen und militärischen Kreisen war zu erfahren, dass die französischen Truppen an der zweiten Phase der Operation, dem Vertreiben der Islamisten aus den Großstädten, teilnehmen würden. Als Grund wird angeführt, dass die meisten der afrikanischen Armeen, außer der aus Niger, keine Erfahrung in der schwierig durchzuführenden Aufgabe in sandigem und gebirgigem Terrain hätten.
Am Abend des 15. Januar bestätigte der französische Verteidigungsminister, das malische Militär habe entgegen ihren eigenen Berichten die Stadt Konna nicht zurückerobert. Durch die französische Luftunterstützung konnten die Rebellen zwar in ein Gebiet zwischen Douentza und Gao zurückgedrängt werden, jedoch war die malische Armee nicht in der Lage, die Stadt einzunehmen. Nach Aussage von Admiral Edouard Guillaud flogen französische Kampfflugzeuge und Hubschrauber seit Beginn der Operation 50 Lufteinsätze.
Das französische Militär setzte am Abend einen motorisierten Gefechtsverband bestehend aus 30 gepanzerten Fahrzeugen (Sagaie, VAB, VBL) vom Flughafen in Bamako aus nach Norden in Marsch. Eskortiert von einem Aufklärungsflugzeug bewegten sich die gepanzerten Fahrzeugen nach Markala, 270 Kilometer nördlich von Bamako. Dort sollten sie eine französische Spezialeinheit ablösen und die strategisch wichtige Brücke über den Fluss Niger sperren. Die Truppenbewegungen an diesem Tag stellten nach einer Reihe von Luftschlägen der französischen Luftwaffe den ersten Einsatz von französischen Bodentruppen gegen die Islamisten dar.
Die malischen Regierungstruppen kündigten an mit französischer Unterstützung am nächsten Tag Diabaly einzunehmen.
Nach Aussagen von Einwohnern der nordmalischen Stadt Gao kappten islamistische Rebellen die dortigen Telefonverbindungen, damit die Bewohner daran gehindert werden, malische und französische Militärs weiterhin mit Informationen zu versorgen.

#### 16. Januar 2013
Am Mittwoch flogen Kampfflugzeuge und -hubschrauber in mehr als ein Dutzend Lufteinsätzen weitere Luftangriffe auf Ziele in der Region Diabaly und zerstörten dabei ein Dutzend Ziele.
In Bamako besuchte der malische Präsidenten Dioncouda Traoré die am Flughafen stationierte Abteilung. Er wurde von General Sheha Abdulkadir, Stabschef der AFISMA, begleitet. Das Rettungszentrum für notfallchirurgische Versorgung meldete sich einsatzbereit. Damit können, falls nötig, zehn Operationen pro Tag durchgeführt werden.
Die Verlegung von französischen Truppen nach Bamako wurde durch den Einsatz und die Unterstützung der alliierten Armeen beschleunigt. Dazu stellten Dänemark, das Vereinigte Königreich und Belgien, C-17 Globemaster und C-130 Hercules Transportflugzeuge zwischen Frankreich und Mali zur Verfügung. Sie transportierten Ausrüstung, Munition und Verpflegung auf Flugrouten zwischen französischen Luftwaffenstützpunkten und Bamako über N’Djamena und Abidjan.
Am Mittwoch kam es zu ersten schweren Feuergefechten zwischen französischen Spezialkräften und islamistischen Rebellen bei Diabaly im zentralen Mali. Laut malischen und westlichen Offiziellen hatten die in die Kämpfe verwickelten französischen Soldaten den Auftrag, feindliche Ziele für die französische Luftwaffe aufzuklären. Außerdem verkündete ein malischer Oberst, dass seine Bodentruppen zu den französischen Streitkräften gestoßen sind und einen Ring um die von den Islamisten besetzte Stadt Diabaly gebildet hätten.
Laut Flüchtlingen und lokalen Beamten besetzten die militanten Islamisten zwei Dörfer, nachdem malische Regierungstruppen sie aufgaben. Bei den Dörfern handelte es sich um Sokolo, 15 km nordwestlich von Diabaly, sowie Dogofry, 15 km nördlich von Diabaly. Seydou Traore, der Präfekt von Niono, dem administrativen Zentrum des Bezirks, nahm dazu Stellung: „Sie (die malischen Truppen) hatten keine andere Möglichkeit als sich zurückzuziehen. Sie können sich nicht mit den Waffen der Rebellen messen. Wir brauchen Hilfe.“ Während des Tages bombardierten die Franzosen die Rebellenstellungen mit Kampfflugzeugen. In der Nacht griffen französische Kampfhubschrauber aus geringerer Entfernung an. Französische Spezialkräfte bewegten sich am Tag sichtbar hinter der Frontlinie bei Niono, in der Nacht identifizierten sie Ziele bei Kommandounternehmen. Die Luftangriffe fügten den Rebellen Verluste zu. Vier Flüchtlinge aus Diabaly erklärten, dass „die Leichen sich stapeln“ würden und mindestens acht Fahrzeuge der Rebellen bei den Bombardierungen zerstört wurden. Dennoch konnten die Luftschläge die Rebellen nicht aus ihren Stellungen vertreiben.

#### 17. Januar 2013
Der motorisierte Einsatzverband, der am 15. Januar Bamako verlassen hatte, bezog seine Stellung bei Markala, um einen weiteren Vormarsch auf die Hauptstadt von Mali zu verhindern. Zwei weitere Einsatzverbände in Bamako meldeten ihre Einsatzbereitschaft. Die in Markala abgelösten Spezialkräfte, etwa Hundert Mann in 14 gepanzerten Fahrzeugen, fuhren in Richtung Niono.
In Bamako trafen die ersten Truppen der AFISMA ein. Es handelte sich hierbei um eine Kompanie von knapp 200 Soldaten der nigerianischen Armee sowie Angehörige der Armee von Togo, insgesamt etwa 250 Soldaten. Ein französischer Hubschrauber-Einsatzverband erreichte Bamako und weitere französische Hubschrauber, die durch die C-17 der Royal Canadian Air Force transportiert wurden.
Französische Kampfflugzeuge führten ein Dutzend Lufteinsätze durch, bei denen die Hälfte der Zerstörung von Feindzielen galten. Drei Mirage 2000D wurden zusammen mit einer Logistikstaffel von N’Djamena zum Flughafen von Bamako überführt, um die zurückzulegende Strecke bei Luftangriffen auf Stellungen der Rebellen zu verkürzen.

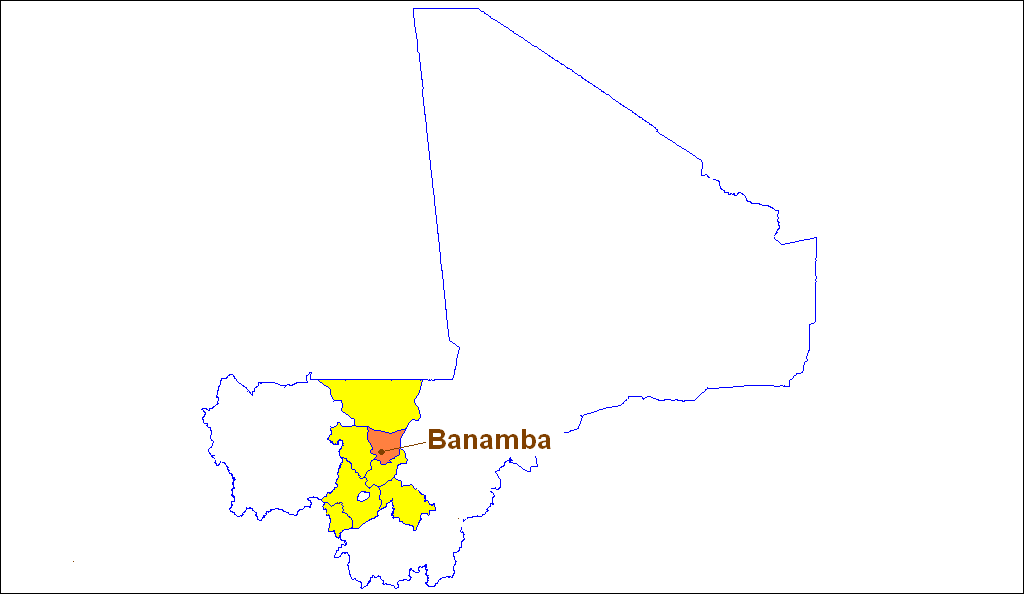
Kreis Banamba in der Region Koulikoro

Der malischen Bevölkerung zufolge wurden von Diabaly kommende Rebellen im Umfeld von Banamba, einer Stadt 145 Kilometer entfernt von Bamako, gesichtet. Nach Gao wurden nun auch in Diabaly die Telefonverbindungen gekappt. Malische und französische Soldaten patrouillierten die Region um den Armeestützpunkt bei Sévaré stark. Issa Ballo, ein Einwohner von Mopti, sagte aus: „Da sind französische Panzer und viele malische Soldaten in Sévaré. Vor ein paar Stunden haben Leute drei französische Panzer in Richtung Konna aufbrechen sehen. Die [malische] Armee fährt mit Pick-Ups und Motorrädern herum, sie überprüfen alles in Mopti und sie nehmen jede verdächtige Person fest und stecken sie in ihre Militärfahrzeuge.“
Am Nachmittag rückten malische Soldaten nach Konna vor.

#### 18. Januar 2013
Während die Kampfflugzeuge ihre Luftschläge auf Stellungen der Islamisten fortsetzten, sicherte der in Markala eingesetzte Einsatzverband weiterhin den Weg zur Hauptstadt von Mali. Hierfür wurden seit dem 16. Januar Beobachtungsposten auf beiden Seiten des Flusses Niger eingerichtet, um die Ausweitung der Jihadisten auf die malische Hauptstadt zu unterbinden.
Durch die Ankunft zusätzlicher medizinischer und logistischer Unterstützung stieg das französische Truppenkontingent weiter an. Neben den britischen C-17 und belgischen C-130 wurden auch eine kanadische C-17 und dänische C-130 eingesetzt.
Bei einer Pressekonferenz am Nachmittag wurde verkündet, dass das operative Hauptquartier in Bamako 80 Militärangehörige umfasst. Von der Luftwaffe wurden 110 Einsätze geflogen, davon waren 70 Luftschläge und 15 Unterstützungsmissionen wie Aufklärung und Betankung. Fünfzehn Hubschrauber, darunter Kampfhubschrauber vom Typ Tiger, des 1e RHC aus Phalsbourg und dem 5e RHC aus Pau würden in kürzester Zeit eintreffen.
Augenzeugenberichten zufolge zerstörte die französische Luftwaffe vier Fahrzeuge der AQMI nahe der Grenze zu Mauretanien, in der Nähe der Stadt Fassala.
Letztlich konnte die malische Armee unter großer Gegenwehr und hohen Verlusten die Rebellen aus der Stadt Konna vertreiben und die Ortschaft sichern. Die am 14. Januar von den militanten Islamisten eingenommene und seit dem 16. Januar umkämpfte Stadt Diabaly wurde entgegen einer Reihe von Berichten an diesem Tag noch nicht von französischen und malischen Truppen zurückerobert.

#### 19. Januar 2013
Die französische Luftwaffe flog ein Dutzend Lufteinsätze, davon waren die Hälfte Kampfeinsätze. Die Bewegungen der Rebellen wurden überwacht und dabei Ziele für Luftschläge in der Region Diabaly identifiziert.
Der in Markala eingesetzte Truppenverband bot weiterhin Schutz für die Hauptstadt Bamako. Es wurden beide Uferseiten des Flusses Niger überwacht, um eine Infiltration der Islamisten in die Gegend zu vermeiden. Parallel dazu wurde die Verstärkung der Kräfte in Bamako fortgeführt. Der luftbewegliche Verband konnte seine ersten Flüge absolvieren.

#### 20. Januar 2013
In der Nacht vom 19. zum 20. Januar weiteten die französischen Bodentruppen in Zusammenarbeit mit der malischen Armee ihren Sicherheitsbereich aus. Ein Truppenverband wurde aus Bamako kommend per Flugzeug um die Städte Mopti und Sévaré verlegt. Der bei Markala stationierte Truppenverband erweiterte seinen Einsatzradius um das Gebiet um Niono. Die französische Luftwaffe setzte ihre Aufklärungsflüge und Bombardierungen von Rebellenstellungen fort. Dabei wurden auch Ziele im Umland von Timbuktu angegriffen.
Laut der Bevölkerung zogen sich die islamistischen Rebellen nach Kidal, einer Stadt im bergigen Norden von Mali zurück. Der malischen Armee gelang es mit Unterstützung durch französische Einheiten entgegen Medienberichten nicht, Diabaly zurückzuerobern.
Die Ansar Dine berichteten am 20. Januar, rund 60 malische Soldaten getötet zu haben, dabei seien acht „Mudschaheddin“ umgekommen. Die malischen Sicherheitsbehörden gaben den Tod von 11 Soldaten im Kampf um Konna bekannt.

#### 21. Januar 2013

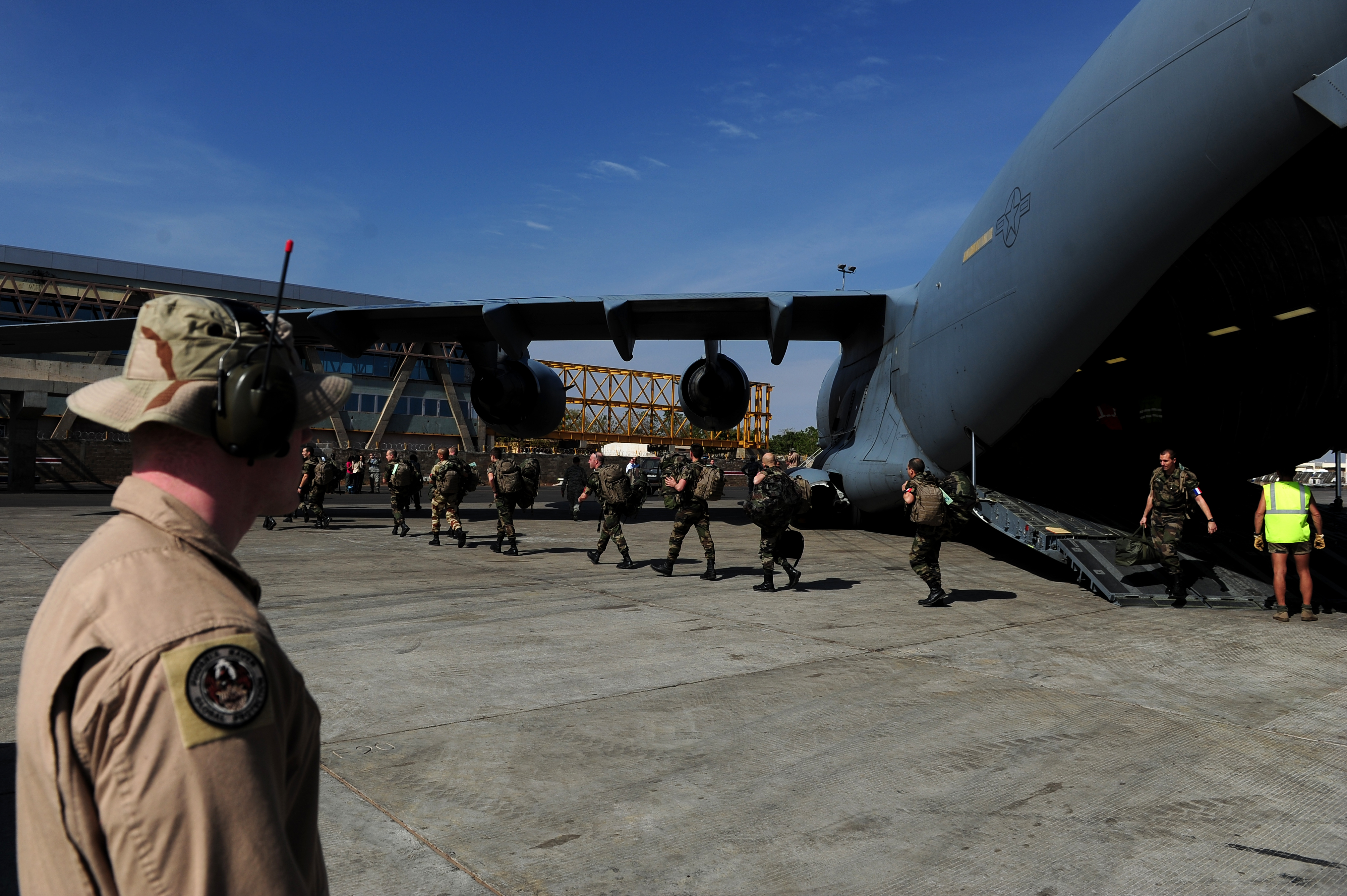
Französische Soldaten nach der Ankunft in Bamako am 21. Januar

Französische und malische Bodentruppen rückten in die Städte Diabaly und Douentza ohne Gegenwehr vor.

#### 22. Januar 2013
Die französischen Truppenteile bei Markala wurden von malischen Truppen abgelöst, um zum restlichen Truppenverband bei Diabaly aufzuschließen. Der Truppenverband bei Sévaré nahm die Patrouillentätigkeit in Zusammenarbeit mit der malischen Armee auf. Eine Kompanie des 3e RIMa, welche am Tag zuvor aus Frankreich eintraf, übernahm die Sicherung des für die Operation militärisch genutzten Teils des Flughafens Bamako.
Ein Sprecher der französischen Armee verkündete, man plane die Bodentruppen etwa 100 Kilometer pro Woche vorrücken zu lassen.

#### 23. Januar 2013
Nördlich der gedachten Linie zwischen Diabaly und Konna wurden Luftschläge auf militärische Ziele durchgeführt. An dieser Linie wurden weitere Verteidigungsmaßnahmen getroffen, um ein Einsickern der Rebellen in den Süden zu vermeiden. In Bamako weitete die Kompanie des 3 RIMa ihren Schutz vom Flugfeld auf das eingerichtete Hauptquartier von General Bernard Barrera in Zusammenarbeit mit Kommandosoldaten der französischen Luftwaffe aus.
Am Abend wurden die Rebellen aus der zwischen Mopti und Gao gelegenen Kleinstadt Hombori verdrängt. Die 160 Kilometer nordöstlich gelegene Stadt Gao stand weiterhin unter der Kontrolle der MUJAO. Im Norden nahe der mauretanischen Grenze stießen französische Truppen von der Kleinstadt Léré im Kreis Niafunké weiter nach Timbuktu vor.

#### 24. Januar 2013
Der französische Truppenverband unter Befehl von Colonel Gèze, welcher Diabali befreit hatte, bestehend aus der Kompanie des 21 RIMa sowie dem Zug des 1er REC, wurde verstärkt und bezog an der Frontlinie zwischen Diabaly und Sévaré Stellung. Der Luftbewegliche Verband, kommandiert von Colonel Gout, und der Stab der Brigade Serval, kommandiert von General Barrera, wurden nach Segou verlegt. Die Luftangriffe wurden fortgeführt und etwa ein Dutzend Ziele hinter der Linie Diabaly-Sévaré angegriffen.
Währenddessen sprengten die Islamisten bei Gao eine strategisch wichtige Brücke zum Nachbarland Niger, um einen schnellen Vormarsch von tschadischen und nigrischen Truppen der AFISMA aufzuhalten, die sich in Ouallam im Niger auf ihren Einsatz vorbereiteten und eine zweite Front gegen die Rebellen eröffnen sollten.

#### 26. Januar 2013
Nach zwei Tagen mit intensiven Luftangriffen nahmen französische und malische Truppen die seit Juni 2012 von Islamisten besetzte Stadt Gao. Dabei wurde auch der östlich der Stadt gelegene internationale Flughafen und die strategisch wichtige Wabary-Brücke über den Niger eingenommen, unter anderem durch Kommandoeinheiten der französischen Marine sowie Fallschirmjägern des 1er régiment de chasseurs parachutistes (1er RCP). Nigrische und tschadische Truppen trafen ebenfalls am Flughafen ein.

#### 27. Januar 2013
Französische und malische Truppen rückten bis zur Stadtgrenze von Timbuktu vor, offenbar ohne dabei auf Gegenwehr der Islamisten zu stoßen.

#### 28. Januar 2013
Die auf etwa 250 Soldaten verstärkte 2. Kompanie des 2e REP (2. Fallschirmjägerregiment der Fremdenlegion aus Calvi) sprang von der Elfenbeinküste aus am 28. Januar 2013 um 00:30 Uhr (Pariser Zeit) aus fünf Flugzeugen über die nördlichen Vororte von Timbuktu ab. Diese Luftlandeaktion war der erste französische Einsatz dieser Art seit 35 Jahren. In der Nacht besetzte außerdem ein aus etwa 800 malischen und französischen Soldaten bestehender und vom Südwesten vorstoßender Verband den Flughafen und riegelte mit den bereits gelandeten Fallschirmjägern die Stadt Timbuktu mitsamt allen Zufahrtsstraßen ab.
Im Hinblick auf die Kulturgüter der Stadt sollten Kämpfe innerhalb der Stadt vermieden werden. Der Bürgermeister Halle Ousmane erklärte gegenüber der Nachrichtenagentur Reuters, dass die Islamisten am 24. Januar 2013 die Bibliothek im Institut des hautes études et de recherches islamiques Ahmed Baba, Timbuktu, zerstört hatten, in der sich bis zu 100.000 arabische Manuskripte aus dem 12. bis 15. Jahrhundert befanden. Das Ausmaß des Schadens war nicht absehbar.
Ein Kommandeur der MNLA erklärte via Satellitentelefon gegenüber Reuters, die Kontrolle über die Stadt Kidal erlangt zu haben, und bot eine Unterstützung der französischen Soldaten an.

#### 29. Januar 2013
Luftlandepioniere des 17e régiment du génie parachutiste (17e RGP) sprangen über den Flughafen von Timbuktu ab, um diesen anschließend mit ebenfalls abgesetzten Großgerät wie Bulldozern für den Flugbetrieb instand zu setzen.

#### 30. Januar 2013
Französische Truppen eroberten den Flugplatz von Kidal.

### Februar 2013

#### 2.Februar 2013
Der französische Präsident Hollande besuchte Timbuktu und wurde dabei von einer jubelnden Bevölkerung empfangen.

#### 5.Februar 2013
Rund 1.800 Soldaten aus dem Tschad rückten in die Stadt Kidal ein.

#### 6. Februar 2013
Ein aus etwa 200 Soldaten bestehender französischer Gefechtsverband, darunter 1er RIMA mit AMX-10 RC und VAB sowie Artillerieeinheiten vom Typ CAESAR, verlegte von Niamey/Niger über 400 Kilometer nach Norden nach Gao, um dort die Sicherung des Flughafens sowie einer strategischen Brücke über den Fluss Niger zu übernehmen. Die Kräfte wurden von nigrischen und malischen Truppen begleitet.
Ein von der Presse in einem Regierungsgebäude in Timbuktu gefundener vertraulicher Brief enthüllte die Eroberungsstrategie der Al-Qaida im Nordmali sowie die weiteren Pläne für die gesamte Region. Der Brief stammt von Abdelmalek Droukdel, welcher von Osama bin Laden zum Kommandeur der Al-Qaida in Afrika bestimmt wurde.

#### 7.Februar 2013
Französische und tschadische Truppen übernahmen die Kontrolle über Aguelhok.

#### 8.Februar 2013
In der Nacht vom 7. auf den 8. Februar sprangen französische Spezialkräfte über dem Flughafen von Tessalit ab. Verstärkt wurden sie dabei von 50 Soldaten des 1er RCP. Anschließend trafen ein aus dem 1er RIMA bestehender Gefechtsverband aus Gao sowie tschadische Streitkräfte aus Kidal in der Region um Tessalit ein.
Unterdessen gab es den ersten Selbstmordanschlag in Gao seit dem Einmarsch der Franzosen: ein malischer Soldat wurde verletzt, als sich ein Tuareg auf seinem Motorrad neben einer Gruppe malischer Soldaten in die Luft sprengte. In Bamako gab es Gefechte zwischen rivalisierenden Einheiten der malischen Armee.

#### 9. Februar 2013
Wie bereits etwa zwei Wochen zuvor in Timbuktu sprangen Luftlandepioniere des 17e régiment du génie parachutiste (17e RGP) über den Flughafen von Tessalit ab, um diesen zu räumen und den Flugbetrieb herzustellen. Die Stadt Menaka wurde von französischen Truppen besetzt.

#### 10. Februar 2013
Im Zentrum von Gao kam es zu weiteren Selbstmordanschlägen durch Islamisten auf Motorrädern und Feuergefechten dieser mit dem malischen Militär. Die Islamisten verschanzten sich dabei unter anderem in einem Polizeirevier. Am Flughafen von Gao stationierte französische Truppen mussten in die Kämpfe vom Land und aus der Luft eingreifen.

#### 12. Februar 2013
Der am 5. Februar in Bamako angekommene und zuvor in Dakar von der Dixmude eingeschiffte Gefechtsverband, darunter die erste Kompanie des 92e RI, begann mit der 4-tägigen Verlegung auf dem Landweg in das 1200 Kilometer entfernte Gao.

#### 16. Februar 2013
Etwa 1000 malische, nigrische und französische Soldaten stießen zur Stadt Bourem vor. Diese wurde von den Islamisten zuvor als Rückzugsort und als Basis für die Infiltration von Gao mittels hölzerner Boote genutzt.
Nach 10 Monaten im Exil im Niger patrouillierten wieder malische Soldaten vom Stamm der Tuareg in den Straßen von Gao.

#### 17. Februar 2013
Der Gefechtsverband, welcher größtenteils aus Kräften der Operationen Licorne und Epervier bestand, wurde durch Einheiten des 1e RIMA in Timbuktu abgelöst und verlegten wieder in ihre ursprünglichen Operationsgebiete in der Elfenbeinküste und im Tschad.

#### 19. Februar 2013
Während der Aufklärungsmission Panthère im Ifoghas-Gebirge gerieten französische und afrikanische Kräfte 50 Kilometer südlich von Tessalit in heftige Gefechte mit islamistischen Rebellen. Dabei wurde ein französisch-belgischer Fremdenlegionär des 2e REP getötet.

#### 21.Februar 2013
Eine Autobombe detonierte in Kidal. Das Fahrzeug bewegte sich anscheinend auf einen Militärstützpunkt zu, welcher von Soldaten aus Frankreich und dem Tschad genutzt wird. Die Bombe soll aber einige 100 Meter vor dem Stützpunkt detoniert sein. In Gao brannte bei schweren Gefechten zwischen islamistischen Rebellen und malischen Truppen der Markt sowie das Hauptgerichtsgebäude aus.

### März 2013
Während eines Angriffes auf eine Position der islamistischen Rebellen im Adrar des Ifoghas starb am 2. März ein französischer Soldat des 1er RCP.

## Reaktionen

### Westafrikanische Wirtschaftsgemeinschaft
Als Folge des französischen Einsatzes kündigte noch am 11. Januar 2013 der Präsident der Westafrikanischen Wirtschaftsgemeinschaft ECOWAS, Alassane Ouattara an, gemäß der UN-Resolution 2085 innerhalb kürzester Zeit die geplante Entsendung der 3300 Soldaten umfassenden Eingreiftruppe African-led International Support Mission to Mali AFISMA einzuleiten, für die Soldaten aus Senegal, Nigeria, Niger, Togo und Benin vorgesehen sind. Des Weiteren ist ein Truppenkontingent der Elfenbeinküste in Planung.
Der Kommandeur der AFISMA-Truppen ist der nigerianische Generalmajor Shehu Abdulkadir, sein Stellvertreter ist Brigadegeneral Yayé Garba aus Niger. Als Stabschef der AFISMA dient Colonel Jean Paul Ntab aus Senegal.
Bis Ende Januar sollen 2000 Soldaten aus den ECOWAS-Staaten entsandt werden, langfristig soll die Mission mehr als 3000 Soldaten umfassen. Die ersten westafrikanischen Soldaten trafen am 16. Januar auf dem Flughafen in Bamako ein, weitere Kräfte, unter anderem Teile der nigerianischen Luftwaffe, verlegten in den kommenden Tagen nach Mali.
Am 19. Januar wurde in Nigeria ein nigerianischer Militärkonvoi mit Truppen des AFISMA-Kontingents durch eine Sprengfalle angegriffen. Am selben Tag forderte die Westafrikanische Wirtschaftsgemeinschaft bei einem Gipfel in Abidjan die UN zu sofortiger logistischer und finanzieller Unterstützung für den Einsatz von westafrikanischen Truppen in Mali auf.

### UNO
Am 11. Januar kündigte der Sicherheitsrat der Vereinten Nationen nach einer Krisensitzung an, dass die durch die Resolution 2085 geplante AFISMA in naher Zukunft eingesetzt werde. Am 14. Januar erklärte der UN-Sicherheitsrat nach einem zweistündigen Treffen in New York, dass er die Intervention Frankreichs billigt und unterstützt.
UN-Generalsekretär Ban Ki-moon drückte am 12. Januar seine Hoffnung aus, dass die Entscheidung der französischen Regierung im Einklang mit der im Dezember 2012 verabschiedeten Resolution 2085 des UN-Sicherheitsrates sei.
Der Sicherheitsrat der Vereinten Nationen, dem neben Frankreich auch die Vereinigten Staaten, das Vereinigte Königreich, Russland, China und zehn weitere nichtständige Staaten angehören, teilte am 15. Januar mit, dass der französische Einsatz in Einklang mit dem Völkerrecht sei und dass alle Ratsmitglieder hinter der französischen Position ständen.

### EU
Die Europäische Union erklärte, dass die Vorbereitungen für die Entsendung von Militärausbildern, darunter bis zu 30 Deutsche, nach Mali verstärkt werden.
Bereits im Jahr 2012 wurde beschlossen, die malische Armee bei Ausbildung und Neuorganisation zu unterstützen, jedoch müssten die Planungen an die neue durch Frankreichs Intervention geschaffene Situation angepasst werden. Die Truppen dürfen an keinen Kampfhandlungen teilnehmen. Laut Berichten soll der Einsatz Mitte Februar gestartet werden, früher als bisher geplant.
Am 17. Januar wurde bei einem Treffen in Brüssel der EU-Außenminister bekannt gegeben, dass für die EU-geführte Ausbildungsmission EUTM Mali 200 bis 250 Ausbilder vorgesehen sind, welche durch 200 Soldaten geschützt werden sollen. Die Zahl der Ausbilder könne jedoch nötigenfalls auf 500 Kräfte verdoppelt werden. Zum Kommandeur der Mission wurde der französische General François Lecointre ernannt. Des Weiteren stellten die Außenminister der 27 EU-Staaten am Donnerstag zugleich finanzielle Unterstützung für AFISMA in Aussicht, signalisierten ihre Bereitschaft zur humanitären Hilfe sowie die Wiederaufnahme der Entwicklungshilfe für Mali und forderten eine Rückkehr zur Demokratie. Bis Mitte Februar wird der Beschluss zur Entsendung der Militärausbilder erwartet.

### NATO
NATO-Sprecherin Oana Lungescu begrüßte am 14. Januar den französischen Einsatz; sie stellte klar, dass es keine militärische Unterstützung durch die NATO geben werde, da die Offensive der Islamisten aufgehalten worden sei.
NATO-Generalsekretär Anders Fogh Rasmussen äußerte kurz darauf, er sehe in Mali keine Rolle für die NATO.

### Russland
Russland lobte die Intervention, da Frankreich genau im Sinne der UNO-Resolutionen handle.

### Deutschland
Die Bundesregierung hat Frankreich Unterstützung in Mali zugesagt. Die Hilfe könne logistisch oder humanitär sein, werde aber „jenseits der Entsendung von Kampftruppen“ stattfinden, teilte der seinerzeitige Außenminister Guido Westerwelle am 14. Januar 2013 mit. Der damalige stellvertretende Vorsitzende der CDU/CSU-Fraktion Andreas Schockenhoff schloss hingegen einen Kampfeinsatz nicht aus.
Bei einer repräsentativen Umfrage der ARD wurde die deutsche Bevölkerung hinsichtlich einer möglichen Unterstützung in Mali befragt. 69 Prozent der Deutschen waren der Meinung, dass sich Deutschland durch logistische und medizinische Unterstützung beteiligen sollte. Sieben Prozent befürworteten eine Beteiligung von Bundeswehr-Soldaten am Militäreinsatz. 22 Prozent der Bürger lehnten eine Teilnahme komplett ab.
Am 19. Januar kritisierte Bundestagspräsident Norbert Lammert die deutsche Beteiligung am Einsatz als unzureichend.
In einem Interview mit dem Spiegel forderte der Präsident der Elfenbeinküste und Vorsitzende der westafrikanischen Staatengemeinschaft, Alassane Ouattara, Deutschland dazu auf, neben der bereits bewilligten logistischen, humanitären und finanziellen Unterstützung auch Truppen nach Mali zu schicken.
Am 18. Februar 2013 teilte Außenminister Westerwelle mit, dass sich die Bundeswehr mit 40 Pionierausbildern und Sanitätern an der EU-Ausbildungsmission beteiligen werde. Das Bundeskabinett befasste sich am 19. Februar 2013 mit der geplanten deutschen Beteiligung an dem internationalen Militäreinsatz in Mali. Deutschen Regierungskreisen zufolge sind zwei eigenständige Mandate geplant: eines für die geplante Beteiligung an der EU-Ausbildungsmission in Mali und eines für die deutsche Unterstützung bei der Luftbetankung französischer Kampfjets, die eine Beteiligung an der Opération Serval darstellt. Die Luftbetankung französischer Kampfjets begann am 5. März 2013.
Am 6. Januar 2015 teilte die Bundesregierung mit, 500 weitere Soldaten in Mali zu stationieren und die bisherige Obergrenze von 150 somit auf 650 Soldaten anzuheben. Diese Aufstockung der Mittel ist mit einem Fortschreiten der Verhandlungen zur Friedensfindung des Landes und den damit einhergehenden nötigen Maßnahmen zur Lösung des Konflikts begründet.

### Nachbarstaaten
Amar Belani, Sprecher des algerischen Außenministeriums, bekundete Unterstützung für die malische Übergangsbehörde und merkte an, dass Mali übereinstimmend mit dessen Souveränität bei freundlichen Staaten um Unterstützung zur nationalen Terrorismusbekämpfung gebeten habe. Am Sonntag, den 13. Januar 2013, öffnete Algerien den Luftraum für französische Kampfflugzeuge. Am 14. Januar hat Algerien seine 1376 Kilometer lange Grenze zu Mali für geschlossen erklärt.
Mauretanien, das westliche Nachbarland Malis, setzte seine Truppen in Alarmbereitschaft und verlegte Soldaten an die Grenze zu Mali, um diese vor dem Flüchtlingsstrom abzuriegeln.
Burkina Faso verstärkte seine Grenzstreitkräfte um 500 Soldaten und ließ Kontrollpunkte sowie Straßensperren errichten.

### Frankreich
Ein Großteil der französischen Politiker befürwortet die Operation. Jedoch äußerte der ehemalige Premierminister Dominique de Villepin am 12. Januar, dass keine Erfolgsbedingungen vorlägen. Des Weiteren wiederholte er seine Warnung, welche er schon beim Irak-Krieg vor den Vereinten Nationen aussprach:

« Jamais ces guerres n’ont bâti un Etat solide et démocratique. Au contraire, elles favorisent les séparatismes, les Etats faillis, la loi d’airain des milices armées. »

„Diese Kriege haben niemals zur Schaffung eines soliden und demokratischen Staates geführt. Im Gegenteil, sie neigen dazu, Separatismus, gescheiterte Staaten und die unbeugsamen Regeln bewaffneter Milizen zu fördern.“

Einer Umfrage der Zeitung Le Parisien am 15. Januar zufolge unterstützten 75 % der Bevölkerung Frankreichs die französische Intervention, 23 % lehnten sie ab.

### Mali
Am Abend des 11. Januar erklärte der Präsident der malischen Übergangsregierung Dioncounda Traoré den Ausnahmezustand und rief die Bevölkerung zur Generalmobilmachung zur Unterstützung der Regierungstruppen auf.
In Bamako feierten am 13. Januar zahlreiche Einwohner die französische Intervention, indem sie französische Fahnen schwenkten oder diese an ihren Fahrzeugen befestigten.
Die französischen Truppen, welche sich am 15. Januar auf dem Weg nach Diabaly in Marsch setzten, wurden von der Bevölkerung positiv wahrgenommen und mit Jubel begrüßt.
Laut Medienberichten wurden am 17. Januar in Bamako drei bewaffnete Männer in einem Taxi von Einheimischen entdeckt und anschließend verhaftet. Laut einem Bediensteten der malischen National Commission of Human Rights (CNDH) wurden die Männer auf dem Dgikoraone-Marktplatz wegen Verdacht auf die Beteiligung am Terrorismus verhaftet und vom Sécurité d'État, dem malischen Staatssicherheitsdienst, an einen unbekannten Ort gebracht. Die Verhaftungen stimmen mit Gerüchten überein, dass islamistische Schläferzellen in Bamako aktiv sind und Vergeltungsanschläge wegen der internationalen militärischen Intervention planen könnten.
Nach Angaben der stellvertretenden Bürgermeisterin der Stadt Gao töteten am 19. Januar Einwohner Alioune Touré, einen Anführer der Islamisten, nachdem islamistische Rebellen den Lokalreporter Kader Toure der Zusammenarbeit mit dem Feind beschuldigt und ihn anschließend zu Tode geschlagen hatten.

### MNLA
Am 14. Januar wurde bekannt, dass die MNLA die französischen Luftschläge gutheißt und die malische Regierung und französische Bodentruppen im Kampf gegen die Islamisten unterstützen möchte, um den Terrorismus im Azawad zu beenden. Dabei sieht sich die MNLA als nützlicher an als die Kräfte der ECOWAS-Staaten, da diese nicht die Bevölkerung und das Terrain kennen würden.
Am 16. Januar gab Moussa Ag Assarid, Sprecher der MNLA, bekannt, dass seine Organisation bereit sei, den Kampf gegen die militanten Islamisten, ihre früheren Alliierten, aufzunehmen. Dabei merkte er an, dass die MNLA nicht Seite an Seite mit den französischen Kräften kämpfen werde, die MNLA jedoch gegen al-Qaida und Terrorismus sei.
Am 19. Januar wurde bekannt, dass bei einem am 21. Januar in Ouagadougou stattfindenden Treffen Vertreter der ECOWAS-Staaten mit der MLNA über ihre Unterstützung im Kampf gegen die Islamisten verhandeln würden. Die MNLA stellt dabei die Bedingung, dass weder die malische Armee noch die Truppen der AFISMA in Nordmali eingesetzt werden, da sie Vergeltungstaten an der Tuareg-Bevölkerung befürchten. Dabei gab die MNLA ihre Forderungen nach Unabhängigkeit auf, verlangen jedoch Autonomie des Nordens in einem föderalen Mali. Vorstellbar ist dabei eine Unterstützung der MNLA durch die Lieferung von Benzin und Munition.
Laut Medienberichten seien die letzten MNLA-Kämpfer über die Grenze nach Mauretanien geflüchtet und dort entwaffnet worden.

### Islamisten
Omar Ould Hamaha ließ in einem Radiointerview verlauten, dass Frankreich für alle Franzosen die „Türen zur Hölle“ aufgestoßen habe und dass Frankreich in eine Falle getappt sei, die viel gefährlicher sei als jene in Irak, Afghanistan oder Somalia.
Ein Vertreter der MUJAO drohte laut einer Zeitung in einer Erklärung mit Vergeltungsschlägen für die französischen Luftangriffe und erklärte, dass sie „Frankreich ins Herz“ treffen würden.
Die Gruppe Ansar Dine forderte, dass die französischen Luftangriffe auf sie eingestellt werden sollten. Andernfalls grabe sich Frankreich das Grab seiner eigenen Kinder.

### AQMI-Überfall auf das algerische Gasfeld In Aménas
Am 16. Januar 2013 um 6.00 Uhr überfiel ein Kommando der AQMI unter Führung von Mochtar Belmochtar das algerische Flüssiggasfeld In Aménas in der Provinz Illizi an der Grenze zu Libyen, das von der staatlichen algerischen Gesellschaft Sonatrach, der britischen BP und der norwegischen Statoil gemeinsam betrieben wird. Dabei nahmen sie 41 Personen, darunter 13 Norweger, sieben US-Bürger, zwei Franzosen und zwei Briten als Geiseln und drohten mit Sprengungen der Fördereinrichtungen, sollten die algerischen Sicherheitskräfte eine Befreiungsaktion beginnen. „Wir machen die Regierungen Algeriens und Frankreichs und der Geiseln voll verantwortlich für jede Verzögerung bei der Erfüllung unserer Forderungen, deren wichtigste die sofortige Einstellung des Angriffs auf unser Volk in Mali ist“, erklärte die AQMI. Nachdem algerische Sicherheitskräfte bereits am 17. Januar begonnen hatten die Geiselnehmer auf dem weitläufigen Gelände anzugreifen, zogen sich die Kämpfe mit Unterbrechungen bis zur Beendigung der Geiselnahme am 19. Januar hin. Insgesamt kamen nach algerischen Regierungsangaben mindestens 23 Geiseln und 32 Terroristen ums Leben.

## Internationale militärische Beteiligung
Die folgenden militärischen Ressourcen wurden für den Einsatz erwogen oder bestimmt:
- Belgien: Am 15. Januar gab die belgische Regierung bekannt, bereits eine C-130 Hercules zur Absicherung von Transporten in Mali im Einsatz zu haben. Noch am Nachmittag verlegte eine weitere C-130 von Belgien nach Korsika, um dort mit französischem Militärgerät beladen weiter nach Mali zu fliegen. Die beiden C-130H gehören dem 20th Squadron des 15th Air Transport Wing an und sind auf dem Luftwaffenstützpunkt Melsbroek stationiert. Zwei Hubschrauber des Typs A109 sollen bis zum 21. Januar in Mali einsatzbereit sein und als MEDEVAC-Komponente dienen. Zusätzlich werden 75 Soldaten, die sich aber nicht an Kampfhandlungen beteiligen werden, nach Mali verlegt. Am 16. Januar verlegten 35 Soldaten an Bord eines Airbus A330 der belgischen Luftkomponente von Melsbroek nach Abidjan. Am 1. März wird die belgische Regierung evaluieren, ob weitere Maßnahmen notwendig sind.[210][211]

- Dänemark: Am 15. Januar gab die dänische Regierung eine Zusage über die Entsendung einer C-130J Hercules mit 40 Soldaten, darunter Crew und Wartungspersonal, für die Dauer von 3 Monaten zur logistischen Unterstützung, jedoch nicht in Kampfgebieten.[212][213] Die C-130J der Eskadrille 721 des Air Transport Wing Aalborg verlegte noch am selben Tag vom Luftwaffenstützpunkt der Flyvevåbnet in Aalborg nach Frankreich um von dort aus französische Ausrüstung nach Mali zu transportieren.[214]

- Deutschland: Seit dem 15. Januar verhandelte die Bundesregierung über medizinische, logistische sowie humanitäre Unterstützung. Am 16. Januar sagte sie die Entsendung von zwei Transall C-160-Maschinen samt 4 Besatzungen der Luftwaffe zu, welche den Transport der ECOWAS-Truppenkontingente für AFISMA übernehmen sollen. Die Entsendung von Kampfeinheiten sei ausgeschlossen.[215][216][217] Die Koordination der Lufttransporteinsätze wird durch das European Air Transport Command (EATC) übernommen. Am Abend des 17. Januars flogen zwei C-160ESS des Lufttransportgeschwader 63 vom Fliegerhorst Hohn nach Bordeaux, um dort Sanitätsmaterial der französischen Streitkräfte aufzunehmen. Am Abend des 19. Januars landeten die Transportmaschinen in Bamako, wo sie entladen und betankt wurden, um am nächsten Tag zum Einsatzstützpunkt nach Dakar, Senegal, verlegt zu werden.[218][219][220]

- Italien: Am 16. Januar boten Verteidigungsminister Giampaolo Di Paola und Außenminister Giulio Terzi logistische Unterstützung in Form der Bereitstellung von Luftwaffenstützpunkten, Teilnahme an der EU-geführten Ausbildungsmission sowie der Entsendung von zwei C-130 Hercules für Truppen- und Materialtransport an. Die Entsendung von Kampftruppen sei nicht vorgesehen.[221] Am 22. Januar erfolgte die Zusage zum Einsatz von zwei C-130J und einem Tankflugzeug des Typs KC-767 für die Dauer von zwei bis drei Monaten. Außerdem beteiligt sich Italien an EUTM Mali mit 15 bis 24 Ausbildern.[222]

- Kanada: Am 14. Januar erfolgte die Zusage zur Bereitstellung einer C-17 Globemaster III für die Dauer einer Woche ab dem 15. Januar zum Transport für Ausrüstungs- und Versorgungsgüter nach Bamako, jedoch nicht in Kampfzonen.[223][224] Am 15. Januar verlegte eine C-17 der 429 Transport Squadron, stationiert auf der CFB Trenton, mit 35 Soldaten zur Luftwaffenbasis Évreux in Frankreich, um dort französische Soldaten und deren Ausrüstung nach Mali zu transportieren.[225] Am 17. Januar erklärte der französische Botschafter in Kanada, dass Frankreich es begrüßen würde, wenn die logistische Unterstützung in Form der Transportmaschine zeitlich nicht begrenzt wird.[226]

- Niederlande: Auf Anfrage von Frankreich stimmte die Regierung einer Beteiligung an der Operation in Form der Bereitstellung von Lufttransportkapazitäten durch die Koninklijke Luchtmacht zu. Es stehen dabei zwei KDC-10 und eine DC-10 der 334 Squadron sowie vier C-130H der 336 Squadron in Eindhoven für Flüge in die Nachbarländer von Mali, jedoch nicht nach Mali selbst, zur Verfügung. Die Koordinierung erfolgt über das EATC, welches seinen Sitz ebenfalls in Eindhoven hat.[227][228]

- Russland: Flugzeuge des 224th Air Detachment of Military Transport Aviation vom Militärflugplatz Migalowo nehmen an dem Lufttransporteinsätzen von Frankreich nach Mali teil. Die Flugzeuge des Typs Antonow An-124 wurden von einem privatwirtschaftlichen Unternehmen gechartert und der französischen Armee zur Verfügung gestellt.[229] Am 18. Januar wurde dieses Engagement öffentlich bestätigt und die Entsendung von russischen Militärausbildern in Aussicht gestellt.[230]

- Spanien: Am 15. Januar erklärte Verteidigungsminister Pedro Morenés, dass sich Spanien unverändert mit 40 bis 50 Militärausbildern an der EU-geführten Ausbildungsmission beteiligen wird. Des Weiteren hat Spanien seinen Luftraum für französische Kampfflugzeuge freigegeben.[231] Am 16. Januar stellte Außenminister José Manuel García-Margallo logistische Unterstützung für die Verlegung von ECOWAS-Truppenkontingenten in Form der Entsendung eines Transportflugzeuges in Aussicht.[232] Am 18. Januar erfolgte die Zusage dieser Maßnahmen.[233][234] Am 4. April 2013 entsendet Spanien 35 Pioniere der Bandera de Zapadores 2ª de La Legión des 3. Tercio «Don Juan de Austria» aus Viator (Brigada „Rey Alfonso XIII“) der spanischen Legion nach Mali. Aufgabe wird der Schutz der EU-Ausbilder sein.[235]

- Tschad: Die Regierung in N’Djamena kündigte am 16. Januar die Entsendung von 2000 Soldaten an: ein Infanterieregiment mit 1200 Soldaten und zwei Unterstützungsbataillone mit insgesamt 800 Soldaten. Die Truppen würden nicht Teil von AFISMA sein, sondern in die französische Kommandostruktur integriert werden.[236][237][238]

- Vereinigte Arabische Emirate: Seit dem 21. Januar standen zwei C-17 der Vereinigten Arabischen Emirate für Lufttransporte in die Krisenregion bereit.[239]

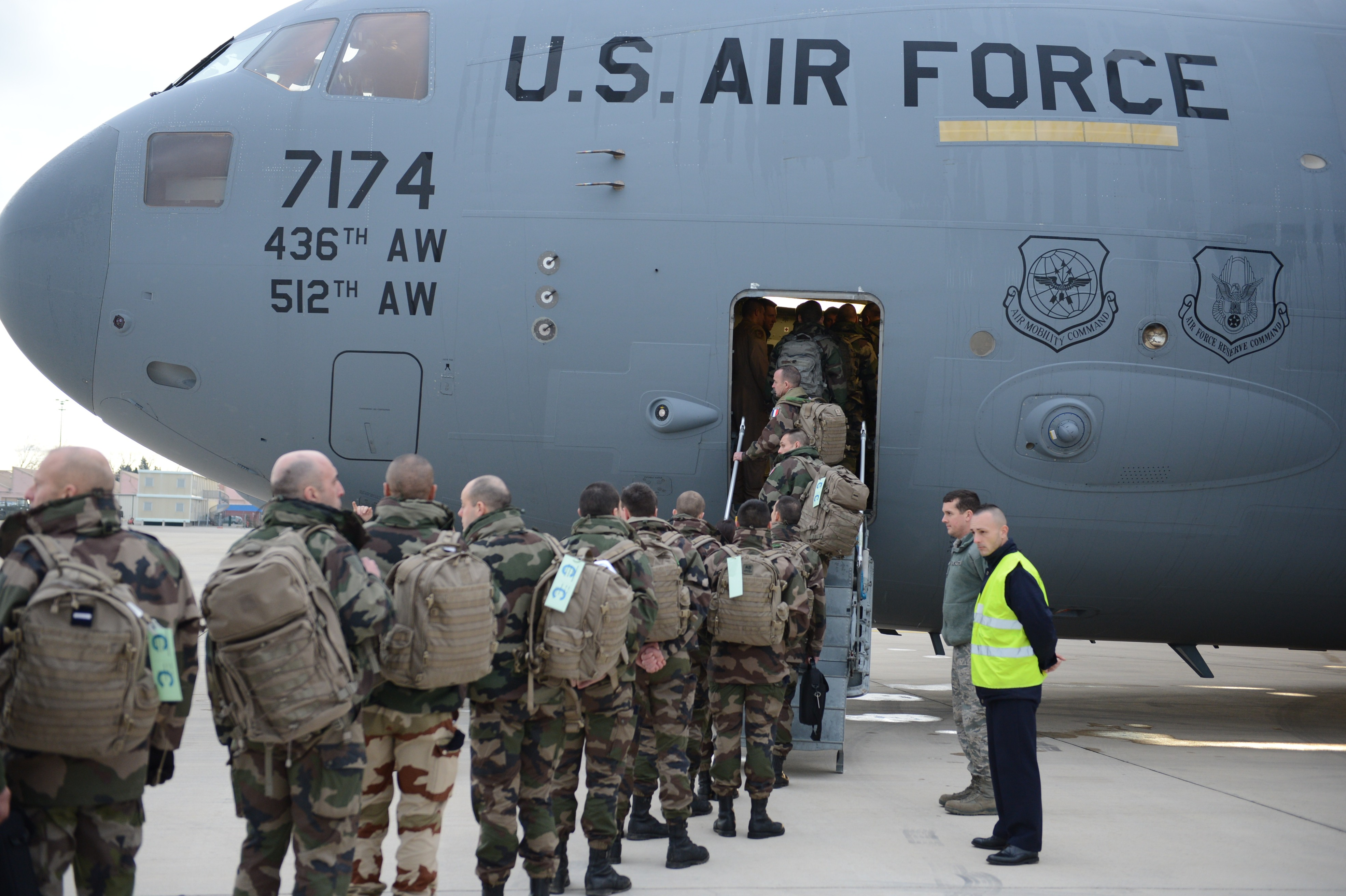
Französische Soldaten gehen an Bord einer C-17 der USAF.

- Vereinigte Staaten: Seit 12. Januar wurden die Möglichkeiten einer Beteiligung – höchstwahrscheinlich Logistik, Einsatz von Drohnen, Aufklärung, Nachrichtengewinnung, Lufttransport und Betankung französischer Kampfflugzeuge geprüft. Die Entsendung von Bodentruppen schloss US-Verteidigungsminister Leon Panetta am 15. Januar zunächst aus.[240] Am 17. Januar wurde bekannt, dass die USA der französischen Anfrage nach Lufttransportkapazitäten in Form von der Entsendung von Transportflugzeugen der Typen C-17 oder C-5 zum Transport von französischen Truppen und militärischer Ausrüstung nachkommt. Frankreich würde den USA für die Kosten der Militärflüge bezahlen. Bereits vor dem 17. Januar half die USA durch erhöhten Austausch von Geheimdienstinformationen.[241] Am 19. Januar wurde bekannt, dass die USA insgesamt etwa 100 Militärausbilder nach Niger, Nigeria, Burkina Faso, Senegal, Togo und Ghana schicken, um dort die für AFISMA vorgesehenen Truppenteile für den Einsatz auszubilden. Am 21. Januar landete eine von Istres kommende C-17 der US Air Force mit französischen Truppen, Fahrzeugen und weiterer Ausrüstung in Bamako. Weitere Flüge folgten, um ein französisches 600 Mann starkes gepanzertes Bataillon zu verlegen.[242][243] Das Pentagon gab am 22. Januar bekannt, dass Frankreich keine Zahlungen für den Einsatz der Transportflugzeuge zu leisten braucht.[244]

- Vereinigtes Königreich: am 13. Januar Zusage zur Bereitstellung von zwei C-17 Globemaster III zur „sehr limitierten strategischen und taktischen Unterstützung“.[245] Außerdem stehen britische Drohnen und Aufklärungsflugzeuge bereit. Ein Einsatz von Bodentruppen wurde zunächst ausgeschlossen.[246] Das erste Transportflugzeug war bereits am Sonntag einsatzbereit, die zweite C-17 verlegte man am 14. Januar nach Frankreich. Die Transportmaschinen der No. 99 Squadron von der RAF Brize Norton operieren von der französischen Luftwaffenbasis Évreux nahe Paris und sollen gepanzerte Fahrzeuge sowie weitere militärische Ausrüstung nach Mali verlegen.[247][248] Als Antwort auf das Geiseldrama in Algerien wurde am 21. Januar bekannt, dass Großbritannien die Operation mit Aufklärungsflugzeugen, Aufklärungsdrohnen und Spezialkräften unterstützen wird.[249] Dabei sollen britische Spezialkräfte inzwischen bereits in Mali aktiv sein.[250]

## Berichterstattung
Die französische Militärführung hatte (Stand 28. Januar) die Informationshoheit über die Offensive: von der Front erreichten bislang nahezu keine Bilder oder unabhängige Informationen die Öffentlichkeit. Nachrückende Fotoreporter konnten lediglich Fotos von zerstörten Gebäuden oder Fahrzeugen machen – Leichen sind darauf nicht zu sehen. Journalisten berichteten, der Zugang zur Kampfzone sei nahezu unmöglich.
Menschenrechtsorganisationen berichteten über mutmaßliche Verbrechen malischer Soldaten, die an der Seite der Franzosen kämpften. Sie sollen in Orten wie Sévaré, Mopti oder Niono zahlreiche Verdächtige getötet und Frauen vergewaltigt haben.
Die französische Armeeführung versuchte, Imageschäden zu vermeiden.

## Kosten
Der französische Verteidigungsminister Jean-Yves Le Drian bezifferte am 23. Januar die durch die Intervention bisher entstandenen Kosten auf 30 Millionen Euro, woran die Logistik und der Transport der Truppen den größten Anteil hätten. Als Anhaltspunkt für die Kosten der Militäroperation werden dabei Zahlen aus dem Jahr 2010 verwendet. Zum Beispiel kostete eine Flugstunde der Mirage 2000 etwa 11.700 Euro, eine Flugstunde der Rafale hingegen 26.800 Euro. Der einstündige Einsatz eines Tigers belief sich auf 25.000 Euro, dagegen fielen bei der Gazelle nur 2.600 Euro an. Ein weiterer Kostenfaktor ist der Personaleinsatz, da französische Soldaten im Einsatz abhängig vom Dienstgrad mindestens 50 % mehr Sold erhalten.

## Abzug
Laut den Worten des französischen Verteidigungsminister Jean-Yves Le Drian plante Frankreich den Beginn des Abzugs der französischen Soldaten schon für März 2013. Allerdings waren noch Mitte Juni 2013 französische Soldaten in Mali stationiert.
Die afrikanisch geführte Stabilisierungsmission AFISMA ging zum 1. Juli 2013 in der UN-Folgemission MINUSMA auf. Diese hat das Ziel, Mali nach der Beendigung der Opération Serval weiter zu stabilisieren.